# Roger Cicero
Roger Marcel Cicero Ciceu, [roˈʒeː ˈtsitsəro]  (Nyugat-Berlin, 1970. július 6. – Hamburg, 2016. március 24.) német énekes és színész, Eugen Cicero fia.

## Élete
18 éves korában felvették a trossingeni Hohner Konzervatóriumba.
1989 és 1992 között a Horst-Jankowski-Trioval, a Eugen-Cicero-Trioval és a Bundesjugendjazzorchesterrel zenélt. 1991 es 1996 között a  Amsterdami Művészeti Főiskolaban tanúlt. 2003-ban megalapította a Roger-Cicero-Quartettet.
Cicero képviselte Németországot a 2007-es Eurovíziós Dalfesztiválon, Helsinkiben, a Frauen regier'n die Welt című dallal.
A döntőben 49 pontot sikerült összegyűjtenie, így a 19. helyezést érte el.

## Diszkográfia

### Albumok
- 2005: There I Go (After Hours együttessel)
- 2006: Good Morning Midnight (Julia Hülsmann Trioval)
- 2006: Männersachen
- 2007: Beziehungsweise
- 2009: Artgerecht
- 2011: In diesem Moment
- 2014: Was immer auch kommt
- 2015: The Roger Cicero Jazz Experience
- 2015: Cicero Sings Sinatra – Live in Hamburg

### Kislemezek
- 2006: Zieh die Schuh aus
- 2006: So geil Berlin
- 2006: Ich atme ein
- 2006: Murphys Gesetz (Promo Single)
- 2007: Frauen regier'n die Welt
- 2007: Guess who rules the world (Online Single)
- 2007: Die Liste
- 2007: "Bin heute Abend bei dir" (Online Single)
- 2008: "Wovon träumst du nachts?" (Online Single)
- 2008: "Alle Möbel verrückt" live
- 2009: "Nicht Artgerecht"
- 2009: "Seine Ruhe"
- 2010: "Tabu"

### DVD
- 2007: Roger Cicero: Männersachen Live!
- 2008: Roger Cicero - Beziehungsweise Live
- 2010: Roger Cicero - Live at Montreux 2010

### Videóklipek
- 2006: Zieh die Schuh aus
- 2006: Ich atme ein
- 2007: Frauen regier'n die Welt[6]
- 2007: Die Liste
- 2008: Would You
- 2008: Wovon träumst du nachts
- 2009: Farewell
- 2009: Nicht artgerecht
- 2011: In diesem Moment
- 2012: Für nichts auf dieser Welt
- 2014: Frag nicht wohin
- 2014: Wenn es morgen schon zu Ende wär’
- 2014: Du bist mein Sommer

## Filmek
- 2009: Hilde
- 2009: Küss den Frosch (A hercegnő és a béka német nyelvű változatát): Naveen herceg

## Fordítás
- Ez a szócikk részben vagy egészben  a   Roger Cicero című német Wikipédia-szócikk fordításán alapul.  Az eredeti cikk szerkesztőit annak laptörténete sorolja fel. Ez a jelzés csupán a megfogalmazás eredetét és a szerzői jogokat jelzi, nem szolgál a cikkben szereplő információk forrásmegjelöléseként.